# سفارت آلمان در واشینگتن
سفارت آلمان در واشینگتن (به انگلیسی: Embassy of Germany) یک منطقهٔ مسکونی و نمایندگی سیاسی این کشور در ایالات متحده آمریکا است که در واشینگتن، دی.سی. واقع شده‌است.